# Danh sách phiên Nhật Bản

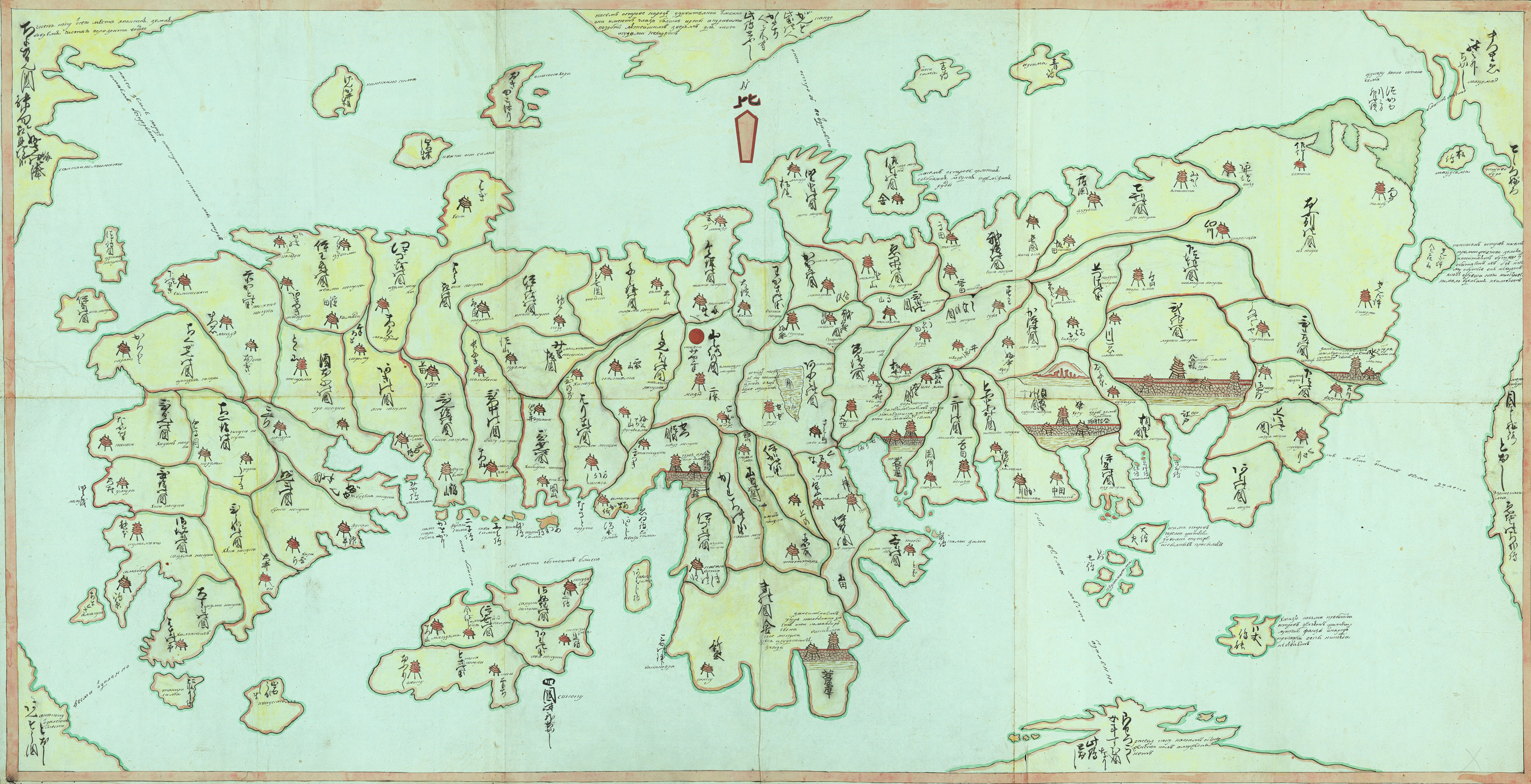
Bản đồ Nhật Bản năm 1789 do Daikokuya Kōdayū vẽ.

Đây là danh sách không đầy đủ của các phiên (Han) chính thời Tokugawa. Phiên được hình thành dựa trên cơ sở hiệu quả của chính quyền trong thời đại Tokugawa ở Nhật Bản. Vị trí biên giới của các Phiên gần đúng với hệ thống tỉnh, huyện của Nhật Bản hiện nay. 
Hệ thống Phiên bị bãi bỏ trong công cuộc Minh Trị Duy Tân vào năm 1871.

## Karafuto (Sachalin)
- Matsumae (松前藩)/Fukuyama (福山藩) (1599–1869), Tate (館藩; 1869–1871)
- Ōno[1] (大野藩; um 1858–1868)

## Hokkaidō

### Các tỉnh Chishima,Hidaka,Ishikari,Kitami,Kushiro,Nemuro,TeshiovàTokachi
- Matsumae

### Các tỉnh IburivàShiribeshi
- Tonami (斗南藩; 1870–1871)
- Matsumae

### Tỉnh Oshima
- Matsumae

## Tōhoku

### Tỉnh Mutsu
- Tonami
- Shichinohe (七戸藩)/Morioka-Shinden (盛岡新田藩) (1819–1871)
- Hirosaki (弘前藩)/Tsugaru (津軽藩) (1590–1871)
- Kuroishi (黒石藩; 1656–1871)
- Hachinohe (八戸藩; 1664–1871)

### Tỉnh Rikuchū
- Morioka (盛岡藩)/Shiroishi (白石藩) (1599–1870)
- Mizusawa (水沢藩; 1695–1699)
- Ichinoseki (一関藩) (1660–1871)

### Tỉnh Rikuzen
- Sendai (仙台藩; 1600–1871)
- Iwanuma (岩沼藩; 1660–1681)

### Tỉnh Ugo
- Kubota (久保田藩)/Akita (秋田藩) (1602–1871)
- Iwasaki (岩崎藩)/Kubota-Shinden (久保田新田藩)/Akita-Shinden (秋田新田藩) (1701–1871)
- Kameda (亀田藩; 1623–1871)
- Honjō (本荘藩; 1623–1871)
- Yashima (矢島藩; 1640–1871)
- Sau đây là một phần của người tiền nhiệm Tỉnh Dewa:
  - Kubota-Shinden (久保田新田藩; 1701–1732)

### Tỉnh Uzen
- Shōnai (庄内藩)/Tsuruoka (鶴岡藩)/Ōizumi (大泉藩) (1622–1871)
- Matsuyama (松山藩)/Matsumine (松嶺藩) (1647–1871)
- Shinjō (新庄藩; 1622–1871)
- Yamagata (山形藩; 1600–1870)
- Kaminoyama (上山藩; 1622–1871)
- Tendō (天童藩; 1830–1871)
- Nagatoro (長瀞藩; 1798–1869)
- Yonezawa (米沢藩; 1601–1871)
- Yonezawa-Shinden (米沢新田藩; 1719–1869)
- Sau đây là một phần của người tiền nhiệm Dewa:
  - Ōyama (大山藩; 1647–1668)
  - Aterazawa (左沢藩; 1622–1632)
  - Nigaho (仁賀保藩; 1623–1625)
  - Maruoka (丸岡藩; 1611–1653)
  - Murayama (村山藩; 1682–1699)
  - Takahata (高畠藩; 1767–1830)

### Tỉnh Iwaki
- Sōma-Nakamura (相馬中村藩)/Sōma (相馬藩) (1602–1871)
- Miharu (三春藩; 1627–1871)
- Moriyama (守山藩; 1661–1870)
- Iwaki-Taira (磐城平藩; 1602–1871)
- Tanagura (棚倉藩; 1603–1871)
- Yunagaya (湯長谷藩; 1676–1871)
- Izumi (泉藩; 1634–1871)
- Sau đây là một phần của tỉnh cũ của người tiền nhiệm thuộc tỉnh Mutsu:
  - Shirakawa (白河藩; 1627–1868)
  - Shirakawa-Shinden (白河新田藩; 1688–1728)
  - Asakawa (浅川藩; 1662–1681)
  - Kubota (窪田藩; 1622–1684)

### Tỉnh Iwashiro
- Fukushima (福島藩; 1679–1869)
- Nihonmatsu (二本松藩; 1627–1871)
- Sau đây là một phần của người tiền nhiệm Mutsu:
  - Yanagawa (梁川藩; 1683–1821)
  - Koori (桑折藩; 1700–1747)
  - Shimotedo (下手渡藩; 1806–1868)
  - Shimomura (下村藩; 1787–1823)
  - Aizu (会津藩; 1590–1868)
  - Ōkubo (大久保藩)/Iwase (岩瀬藩) (1682–1693)
  - Ishikawa (石川藩; 1662–1681)

## Hokuriku,Kōshin’etsu

### Tỉnh Echigo
- Murakami (村上藩; 1598–1871)
- Kurokawa (黒川藩; 1724–1871)
- Mikkaichi (三日市藩; 1724–1871)
- Shibata (新発田藩; 1598–1871)
- Muramatsu (村松藩; 1639–1871)
- Yoita (与板藩/與板藩; 1634–1871)
- Nagaoka (長岡藩; 1616–1870)
- Mineyama (三根山藩; 1634–1870), Mineoka (嶺岡藩) (1870–1871)
- Zaōdō (蔵王堂藩; 1598–1606)
- Shiiya (椎谷藩; 1698–1871)
- Takada (高田藩)/Fukushima (福嶋藩) (1598–1871)
- Takayanagi (高柳藩)/Kubiki (首城藩) (1702–1739)
- Itoigawa (糸魚川藩; 1692–1871)
- Sakado (坂戸藩; 1598–1610)
- Sanjō (三条藩; 1610–1687)
- Souma(沢海藩; 1610–1687)
- Fujii (藤井藩; 1616–1620)
- Nagamine (長峰藩; 1616–1618)

### Tỉnh Etchū
- Toyama (富山藩; 1639–1871)
- Nunoichi (布市藩; 1600–1608)

### Tỉnh Noto
- Shimomura (下村藩; 1689–1695)
- Nishiyachi (西谷藩; 1698–1700)
- Nanao (七尾藩; 1599–1600)

### Tỉnh Kaga
- Kaga (加賀藩; 1599–1869), Kanazawa (金沢藩; 1869–1871)
- Daishōji (大聖寺藩; 1639–1871)
- Daishōji-Shinden (大聖寺新田藩; 1692–1709)

### Tỉnh Echizen
- Maruoka (丸岡藩; 1613–1871)
- Fukui (福井藩)/Echizen (越前藩)/Kitanoshō (北ノ荘藩) (1601–1871)
- Katsuyama (勝山藩; 1624–1871)
- Ōno (大野藩; 1624–1871)
- Sabae (鯖江藩; 1720–1871)
- Tsuruga (敦賀藩)/Mariyama (鞠山藩) (1583–1871)
- Takamori (高森藩; 1697–1711)
- Tōgō (東郷藩)
- Yasui (安居藩)
- Yoshie (吉江藩; 1645–1674)
- Matsuoka (松岡藩; 1645–1721)
- Konomoto (木本藩; 1628–1635)
- Kazurano (葛野藩; 1697–1705)

### Tỉnh Wakasa
- Obama (小浜藩; 1600–1871)
- Takahama (高浜藩)

### Tỉnh Shinano
- Iiyama (飯山藩; 1603–1871)
- Suzaka (須坂藩; 1615–1871)
- Matsushiro (松代藩)/Kawanakajima (川中島藩) (1600–1871)
- Ueda (上田藩; 1585–1871)
- Komoro (小諸藩; 1590–1871)
- Iwamurata (岩村田藩; 1703–1871)
- Matsumoto (松本藩; 1590–1871)
- Tanokuchi (田野口藩)/Tatsuoka (龍岡藩) (1863–1871)
- Suwa (諏訪藩)/Takashima (高島藩) (1590–1871)
- Takatō (高遠藩; 1600–1871)
- Iida (飯田藩; 1601–1871)
- Hanishina (埴科藩; 1617–1648)
- Sakaki (坂木藩; 1682–1702)
- Naganuma (長沼藩; 1615–1688)
- Takai (高井藩; 1681–1700)
- Okunishina (奥仁科藩; 1593–1613)
- Takaino (高井野藩; 1619–1624)
- Kondō (近藤藩; 1610–1618)
- Nakamura (中村藩; 1616–1623)

### Tỉnh Kai
- Kōfu (甲府藩; 1582–1724)
- Yamura (谷村藩; 1600–1704)
- Tokumi (徳美藩)/Gunnai (郡内藩) (1633–1698)
- Kōfu-Shinden (甲府新田藩; 1709–1724)

## Kantō

### Tỉnh Kōzuke
- Numata (沼田藩; 1600–1871)
- Umayabashi (厩橋藩)/Maebashi (前橋藩) (1601–1871)
- Annaka (安中藩; 1615–1871)
- Takasaki (高崎藩; 1590–1871)
- Isesaki (伊勢崎藩; 1601–1871)
- Nanukaichi (七日市藩; 1616–1871)
- Yoshii (吉井藩; 1590–1869)
- Obata (小幡藩; 1590–1871)
- Tatebayashi (館林藩; 1590–1871)
- Sōja (総社藩; 1592–1633)
- Naha (那波藩; 1590–1662)
- Itabana (板鼻藩; 1603–1636)
- Yada (矢田藩; ?–?)
- Toyooka (豊岡藩; 1602–1626)
- Ōgo (大胡藩; 1604–1616)
- Shiroi (白井藩; 1590–1623)
- Aoyagi (青柳藩; 1614–1619)
- Kamisatomi (上里見藩; 1748–1767)
- Shinozuka (篠塚藩; 1747–1748)

### Tỉnh Shimotsuke
- Ōtawara (大田原藩; 1600–1871)
- Kurobane (黒羽藩; 1596–1871)
- Kitsuregawa (喜連川藩; 1593–1870)
- Karasuyama (烏山藩; 1591–1871)
- Utsunomiya (宇都宮藩; 1598–1871)
- Mibu (壬生藩; 1601–1871)
- Sano (佐野藩; 1600–1871)
- Nasu (那須藩; 1600–1681)
- Takatoku (高徳藩; 1866–1870)
- Itabashi (板橋藩; 1600–1617)
- Kanuma (鹿沼藩; 1647–1724)
- Motegi (茂木藩; 1610–1616, 1871)
- Mooka (真岡藩; 1601–1632)
- Kamida (上田藩; 1692–1693)
- Yamakawa (山川藩; 1635–1638)
- Ashikaga (足利藩; 1688–1871)
- Enomoto (榎本藩; 1605–1640)
- Tomita (富田藩; 1613–1619)
- Minagawa (皆川藩; 1576–1722)
- Oyama (小山藩; 1608–1619)
- Fukiage (吹上藩; 1842–1871)
- Nishikata (西方藩; 1600–1615)
- Ōmiya (大宮藩; 1684–1694)

### Tỉnh Hitachi
- Kasama (笠間藩; 1601–1871)
- Mito (水戸藩; 1602–1871)
- Shishido (宍戸藩; 1602–1868)
- Matsuoka (松岡藩; 1602–1871)
- Shimodate (下館藩; 1598–1871)
- Fuchū (府中藩)/Ishioka (石岡藩) (1602–1871)
- Shimotsuma (下妻藩; 1591–1871)
- Tsuchiura (土浦藩; 1600–1871)
- Yatabe (谷田部藩; 1616–1870)
- Ushiku (牛久藩; 1600–1871)
- Asō (麻生藩; 1604–1871)
- Nukada (額田藩; 1661–1700)
- Matsukawa (松川藩; 1870–1871)
- Honai (保内藩; 1661–1700)
- Makabe (真壁藩; 1606–1622)
- Katano (片野藩; 1601–1625)
- Kakioka (柿岡藩; 1624–1628)
- Hōjō (北条藩; 1607–1688)
- Shizuku (志筑藩; 1602–1871)
- Tamatori (玉取藩; 1622–1679)
- Kobari (小張藩; 1603–1682)
- Futsuto (古渡藩; 1603–1619)
- Edosaki (江戸崎藩; 1590–1622)
- Ryūgasaki (龍ヶ崎藩; 1871)

### Tỉnh Kazusa
- Jōzai (請西藩; 1825–1850), Kaifuchi (貝淵藩; 1850–1868)
- Iino (飯野藩; 1648–1871)
- Sanuki (佐貫藩; 1590–1871)
- Ichinomiya (一宮藩; 1826–1871)
- Kururi (久留里藩; 1590–1871)
- Ōtaki (大多喜藩; 1590–1871)
- Goi (五井藩; 1781–1842)
- Shibayama (柴山藩; 1868–1871), Matsuo (松尾藩; 1871)
- Ōami (大網藩; 1869–1871)
- Hyakushu (大網藩; 1633–1640)
- Kokubo (小久保藩; 1868–1871)
- Kariya (苅谷藩; 1642–1668)
- Anegasaki (姉ヶ崎藩; 1607–1624)
- Tsurumaki (鶴牧藩; 1827–1871)
- Sakurai (桜井藩; 1868–1871)
- Ōtaki-Shinden (大多喜新田藩; 1651–1659)
- Katsuura (勝浦藩; 1682–1756)
- Kikuma (菊間藩; 1868–1871)
- Uruido (潤井戸藩; 1619–1626)
- Tsurumai (鶴舞藩; 1868–1871)
- Takataki (高滝藩; 1683–1699)
- Yawata (八幡藩; 1668–1698)

### Tỉnh Shimousa
- Yūki (結城藩; 1590–1871)
- Koga (古河藩; 1590–1871)
- Sekiyado (関宿藩; 1590–1871)
- Takaoka (高岡藩; 1640–1871)
- Omigawa (小見川藩; 1594–1871)
- Sakura (佐倉藩; 1593–1871)
- Tako (多胡藩; 1590–1871)
- Oyumi (生実藩; 1627–1871)
- Yamakawa (山川藩; 1609–1635)
- Ōwa (大輪藩; 1658–1677)
- Yamazaki (山崎藩; 1590–1609)
- Moriya (守谷藩; 1590–1617)
- Yahagi (矢作藩; 1590–1639)
- Iida (飯田藩; 1603–1613)
- Usui (臼井藩; 1590–1604)
- Iwatomi (岩富藩; 1590–1613)
- Sogano (曾我野藩; 1870–1871)
- Kurihara (栗原藩; 1600–1638)
- Funato (舟戸藩)/Fujikokoro (藤心藩) (1616–1703)
- Miura (三浦藩; 1590–1631)

### Tỉnh Musashi
- Honjō (本庄藩; 1598–1612)
- Yahatayama (八幡山藩; ?–?)
- Okabe (岡部藩; 1649–1868)
- Fukaya (深谷藩; 1590–1627)
- Higashikata (東方藩; ?–?)
- Oshi (忍藩; 1590–1871)
- Kisai (騎西藩)/Kisaichi (私市藩) (1590–1632)
- Matsuyama (松山藩; 1590–1601)
- Nomoto (野本藩; 1661–1698)
- Kakezuka (掛塚藩)/Takasaka (高坂藩) (1668–1681)
- Kuki (久喜藩; 1684–1798)
- Ishito (石戸藩; 1633–1644)
- Komuro (小室藩; 1590–1619)
- Haraichi (原市藩; 1602–1616)
- Iwatsuki (岩槻藩; 1590–1871)
- Ichinomiya (一宮藩; ?–?)
- Kawagoe (川越藩; 1590–1871)
- Hatogaya (鳩ヶ谷藩; 1600–1617)
- Kitami (喜多見藩; 1683–1689)
- Kanazawa (金沢藩; 1722–1869), Mutsuura (六浦藩; 1869–1871)
- Akanuma (赤沼藩)/Akamatsu (赤松藩 (1693–1703)

### Tỉnh Awa
- Katsuyama (勝山藩; 1590–1871)
- Tateyama (館山藩; 1590–1871)
- Nagao (長尾藩; 1868–1871)
- Hōjō (北条藩; 1638–1827)
- Tōjō (東条藩; 1620–1692)
- Hanabusa (花房藩; 1868–1871)
- Saigusa (三枝藩; 1638–1639)
- Funagata (船形藩; 1864–1868)

### Tỉnh Sagami
- Tamanawa (玉縄藩)/Amanawa (甘縄藩) (1590–1703)
- Odawara (小田原藩; 1590–1871)
- Okinoyamanaka (荻野山中藩; 1706–1871)
- Fukami (深見藩; 1682–1687)

## Tōkai

### Tỉnh Suruga
- Sumpu (駿府藩; 1601–1869)/Shizuoka (静岡藩; 1869–1871)
- Numazu (沼津藩; 1601–1868)
- Matsunaga (松長藩; 1706–1783)
- Ojima (小島藩; 1689–1868)
- Tanaka (田中藩; 1601–1868)
- Kawanarijima (川成島藩; 1857–1858)
- Kōkokuji (興国寺藩; 1601–1607)

### Tỉnh Tōtōmi
- Kakegawa (掛川藩; 1601–1868)
- Hamamatsu (浜松藩; 1601–1868)
- Yokosuka (横須賀藩; 1601–1868)
- Sagara (相良藩; 1710–1868)
- Horie (堀江藩; 1862–1871)
- Iinoya (井伊谷藩; 1619–1621)
- Kakezuka (掛塚藩)/Takasaka (高坂藩) (1641–1681)
- Kuno (遠江久野藩; 1590–1640)

### Tỉnh Mikawa
- Koromo (挙母藩; 1604–1871)
- Kariya (刈谷藩/刈屋藩; 1600–1871)
- Shigehara (重原藩; 1869–1871)
- Ogyū (大給藩; 1684–1711)
- Okazaki (岡崎藩; 1601–1871)
- Nishiōhira (西大平藩; 1748–1871)
- Nishibata (西端藩; 1864–1871)
- Nishio (西尾藩; 1601–1871)
- Yoshida (吉田藩; 1600–1869)/Toyohashi (豊橋藩; 1869–1871)
- Tahara (田原藩; 1601–1871)
- Hambara (半原藩; 1868–1871)
- Tsukude (作手藩; 1602–1610)
- Shinshiro (新城藩; 1606–min. 1868)
- Hatamura (畑村藩; 1688–1869)
- Asuke (足助藩; 1683–1689)
- Ibo (伊保藩; 1600–1710)
- Okutono (奥殿藩; 1711–1863)
- Nakajima (中島藩; 1639–1672)
- Fukouzu (深溝藩; 1601–1639)
- Katahara (形原藩; 1618–1619)
- Ōhama (大浜藩; 1765–1777)
- Mizuno (水野藩; 1600?–1609)

### Tỉnh Owari
- Inuyama (犬山藩; 1600–1868)
- Owari (尾張藩)/Nagoya (名古屋藩) (1610–1870)
- Ogawa (緒川藩; 1601–1606)
- Kuroda (黒田藩; 1590–1601)
- Kiyosu (清洲藩; 1592–1610)

### Tỉnh Hida
- Takayama (高山藩; 1586–1692)

### Tỉnh Mino
- Imao (今尾藩; 1607–1871)
- Hachiman (八幡藩)/Gujō (郡上藩) (1600–1871)
- Gifu (岐阜藩; 1592–1600)
- Naeki (苗木藩; 1600–1871)
- Ōgaki (大垣藩; 1600–1871)
- Kanō (加納藩; 1601–1871)
- Kaga-Noi (加賀野井藩; ?–?)
- Iwamura (岩村藩; 1601–1871)
- Takasu (高須藩; 1600–1870)
- Ibi (揖斐藩; 1600–1623)
- Kurono (黒野藩; 1595–1610)
- Ōgaki-Shinden (大垣新田藩; 1688–1869)
- Fukuzuka (福束藩; ?–1600)
- Hiratsuka (平塚藩; ?–1600)
- Aono (青野藩; 1682–1684)
- Tara (多良藩; 1600)
- Jūshichijō (十七条藩; 1607–1618)
- Ōtayama (太田山藩; ?–?)
- Takatomi (高富藩; 1709–1871)
- Seki (関藩; 1600–1604)
- Kōzuchi (上有知藩; 1600–1611)
- Iwataki (岩滝藩; 1705–1709)
- Kanayama (金山藩; 1600–1601)
- Tokuno (徳野藩; 1604–1653)
- Takamatsu (高松藩)/Matsunoki (松ノ木藩) (1583–1600)
- Shimizu (清水藩; 1598–1607)
- Sone (曽根藩; 1588–1600)
- Nomura (野村藩; 1600–1631, 1868–1871)
- Hasegawa (長谷川藩; 1617–1632)
- Wakisaka (脇坂藩; 1632)

## Kinki

### Tỉnh Ise
- Nagashima (長島藩; 1601–1871)
- Kuwana (桑名藩; 1601–1871)
- Komono (菰野藩; 1600–1871)
- Kameyama (亀山藩; 1600–1871)
- Kōbe (神戸藩; 1601–1871)
- Tsu (津藩)/Anotsu (安濃津藩) (1595–1871)
- Hisai (久居藩; 1669–1871)
- Hatsuta (八田藩)/Higashi-Akuragawa (東阿倉川藩) (1726–1826)
- Saijō/Nishijō (西条藩; 1726–1745)
- Minami-Hayazaki (南林崎藩; 1745–1781)
- Ueno (上野藩; 1598–1619)
- Hayashi (林藩; 1600–1615)
- Kumozu (雲出藩; 1595–1600)
- Matsusaka (松坂藩; 1600–1619)
- Takehara (竹原藩)/Yachi (八知藩) (?–1600)
- Iwate (岩手藩; 1590–1600)
- Tamaru (田丸藩; 1600–1616)
- Iō (井生藩; ?–1600)

### Tỉnh Iga
- Ueno (上野藩; 1585–1608)

### Tỉnh Shima
- Toba (鳥羽藩; 1597–1871)

### Tỉnh Ōmi
- Asahiyama (朝日山藩; 1870–1871)
- Miyagawa (宮川藩; 1698–1871)
- Nagahama (長浜藩; 1606–1615)
- Hikone (彦根藩; 1600–1871)
- Hikone-Shinden (彦根新田藩; 1714–1734)
- Ōmizo (大溝藩; 1619–1871)
- Kutsuki (朽木藩; 1636–1647)
- Katada (堅田藩; 1698–1826)
- Ōmori (大森藩; 1622–1632)
- Yamakami (山上藩; 1619–1871)
- Mikami (三上藩; 1698–1870)
- Nishōji (仁正寺藩; 1620–1871)
- Zeze (膳所藩; 1601–1871)
- Mizuguchi (水口藩; 1682–1871)
- Sawayama (佐和山藩; 1595–1615)
- Takashima (高島藩; 1600–1616)
- Ōtsu (大津藩; 1595–1601)
- Komuro (小室藩; 1619–1788)

### Tỉnh Yamashiro
- Yodo (淀藩; 1623–1871)
- Nagaoka (長岡藩; 1633–1649)
- Fushimi (伏見藩; 1607–1619)
- Mimaki (御牧藩; 1600–1607)

### Tỉnh Yamato
- Yagyū (柳生藩; 1636–1871)
- Kōriyama (郡山藩; 1615–1871)
- Koizumi (小泉藩; 1600–1871)
- Yanagimoto (柳本藩; 1615–1871)
- Kaijū (戒重藩; 1615–1745)
- Shibamura (芝村藩; 1745–1871)
- Kujira (櫛羅藩; 1863–1871)
- Uda-Matsuyama (宇陀松山藩; 1600–1615)
- Takatori (高取藩; 1600–1871)
- Okidome (興留藩; 1686–1693)
- Tatsuta (竜田藩; 1601–1655)
- Tawaramoto (田原本藩; 1595–1871)
- Kishida (岸田藩; ?–1600)
- Shinjō (新庄藩; 1600–1863)
- Gose (御所藩; 1600–1629)
- Gojō (五条藩/五條藩)/Gojōfutami (五條二見藩) (1600–1616)

### Tỉnh Kii
- Kishū (紀州藩)/Kii (紀伊藩)/Wakayama (和歌山藩) (1586–1871)
- Tanabe (田辺藩; 1619–1871)
- Shingū (新宮藩; 1600–1871)

### Tỉnh Izumi
- Tōki (陶器藩; 1604–1696)
- Obadera (大庭寺藩; 1698–1727), Hakata (伯太藩; 1727–1871)
- Kishiwada (岸和田藩; 1600–1871)
- Tanikawa (谷川藩; 1606–1609)
- Yoshimi (吉見藩; 1870–1871)

### Tỉnh Kawachi
- Tannan (丹南藩; 1623–1871
- Sayama (狭山藩; 1600–1869)
- Nishidai (西代藩; 1679–1732)

### Tỉnh Settsu
- Sanda (三田藩; 1600–1871)
- Takatsuki (高槻藩; 1615–1871)
- Asada (麻田藩; 1615–1871)
- Amagasaki (尼崎藩; 1615–1871)
- Ōzaka (大坂藩; 1600–1619)
- Ibaraki (茨木藩; 1600–1615)
- Nakajima (中島藩; 1616–1624)
- Mashita (味舌藩; 1600–1621)

### Tỉnh Tamba
- Fukuchiyama (福知山藩; 1600–1871)
- Ayabe (綾部藩; 1633–1871)
- Yamaga (山家藩; 1600–1871)
- Kaibara (柏原藩; 1598–1871)
- Sasayama (篠山藩; 1609–1871)
- Sonobe (園部藩; 1619–1871)
- Kameyama (亀山藩; 1600–1869), Kameoka (亀岡藩; 1869–1871)
- Yakami (八上藩; 1602–1608)

### Tỉnh Tango
- Mineyama (峰山藩; 1622–1871)
- Miyazu (宮津藩; 1600–1871)
- Tanabe (田辺藩)/Maizuru (舞鶴藩) (1600–1871)

### Tỉnh Harima
- Yamasaki (山崎藩)/Shisō (宍粟藩) (1615–1871)
- Anshi (安志藩; 1716–1871)
- Mikazuki (三日月藩; 1697–1871)
- Hayashida (林田藩; 1617–1871)
- Mikusa (三草藩; 1746–1871)
- Tatsuno (龍野藩; 1617–1871)
- Ono (小野藩; 1636–1871)
- Himeji (姫路藩; 1600–1871)
- Akō (赤穂藩; 1615–1871)
- Akashi (明石藩; 1617–1871)
- Fukumoto (福本藩; 1662–1870)
- Shingū (新宮藩; 1617–1670)
- Himeji-Shinden (姫路新田藩; 1617–1817)
- Miki (三木藩; ?–?)
- Hirafuku (平福藩; 1615–1631)

### Tỉnh Tajima
- Izushi (出石藩; 1600–1871)
- Toyooka (豊岡藩; 1600–1871)
- Muraoka (村岡藩; 1868–1871)
- Yagi (八木藩; 1585–1628)
- Takeda (竹田藩; ?–1600)

## Chūgoku

### Tỉnh Inaba
- Tottori (鳥取藩; 1600–1871)
- Shikano (鹿野藩; 1600–1617; như 鹿奴藩
- Wakasa (若桜藩; 1601–1617)

### Tỉnh Hōki
- Yonago (米子藩; 1600–1617)
- Kurayoshi (倉吉藩; 1614–1622)
- Kurosaka (黒坂藩; 1611–1618)
- Yabase (矢橋藩; 1610–1616)

### Tỉnh Izumo
- Matsue (松江藩; 1600–1871)
- Matsue-Shinden (松江新田藩; 1701–1704)
- Hirose (広瀬藩; 1666–1871)
- Mori (母里藩; 1666–1871)

### Tỉnh Mimasaka
- Tsuyama (津山藩; 1603–1871)
- Katsuyama (勝山藩; 1764–1871)
- Tsuyama-Shinden (津山新田藩; 1676–1697)
- Tsuyama-Shinden (津山新田藩; 1686–1696)
- Miyagawa (宮川藩; 1634–1697)
- Tsuruta (鶴田藩; 1867–1871)

### Tỉnh Iwami
- Yoshinaga (吉永藩; 1643–1682)
- Hamada (浜田藩; 1619–1866)
- Tsuwano (津和野藩; 1601–1871)

### Tỉnh Bizen
- Okayama (岡山藩; 1600–1871)
- Kojima (児島藩; 1648–1649)

### Tỉnh Bitchū
- Niimi (新見藩; 1697–1871)
- Matsuyama (松山藩; 1600–1871)
- Nariwa (成羽藩; 1617–1871)
- Asao (浅尾藩; 1603–1871)
- Ashimori (足守藩; 1601–1871)
- Okada (岡田藩; 1615–1871)
- Niwase (庭瀬藩; 1600–1871)
- Ikusaka (生坂藩; 1672–1871)
- Kamogata (鴨方藩; 1672–1871)
- Nishiebara (西江原藩; 1697–1706)

### Tỉnh Bingo
- Miyoshi (三次藩; 1632–1720)
- Fukuyama (福山藩; 1619–1871)

### Tỉnh Aki
- Hiroshima (広島藩)/Geishū (芸州藩) (1600–1871)
- Hiroshima-Shinden (広島新田藩; 1730–1869)

### Tỉnh Suō
- Iwakuni (岩国藩; 1587–1871)
- Tokuyama (徳山藩; 1650–1871)
- Kudamatsu (下松藩; 1617–1650)
- Yamaguchi (山口藩; 1863–1871)

### Tỉnh Nagato
- Chōshū (長州藩)/Hagi (萩藩)
- Chōfu (長府藩)/Fuchū (府中藩) (1600–1871)
- Kiyosue (清末藩; 1653–1871)

### Tỉnh Awaji
- Sumoto (洲本藩; 1585–1609)

## Shikoku

### Tỉnh Sanuki
- Takamatsu (高松藩; 1600–1871)
- Marugame (丸亀藩; 1587–1871)
- Tadotsu (多度津藩; 1694–1871)

### Tỉnh Awa
- Tokushima (徳島藩; 1601–1871)
- Tomida (富田藩; 1678–1725)

### Tỉnh Iyo
- Kawanoe (川之江藩; 1636–1642)
- Imabari (今治藩; 1600–1871)
- Saijō (西条藩; 1636–1871)
- Komatsu (小松藩; 1636–1871)
- Matsuyama (松山藩; 1600–1871)
- Matsuyama-Shinden (松山新田藩; 1720–1765)
- Ōzu (大洲藩; 1608–1871)
- Niiya (新谷藩; 1623–1871)
- Yoshida (吉田藩; 1657–1871)
- Uwajima (宇和島藩; 1608–1871)

### Tỉnh Tosa
- Tosa (土佐藩)/Kōchi (高知藩) (1601–1871)
- Tosa-Shinden (土佐新田藩; 1780–1871)
- Nakamura (中村藩; 1601–1689)

## Kyūshū

### Tỉnh Tsushima
- Fuchū (府中藩)/Izuhara (厳原藩)/Tsushima (対馬藩) (1588–1871)

### Tỉnh Buzen
- Kokura (小倉藩)/Kawara (香春藩)/Toyotsu (豊津藩) (1600–1871)
- Chizuka (千束藩)/Kokura-Shinden (小倉新田藩) (1667–1871)
- Nakatsu (中津藩; 1600–1871)

### Tỉnh Bungo
- Kitsuki (木付藩; 1632–1711), Kitsuki (杵築藩; 1711–1871)
- Takada (高田藩; 1639–1645)
- Hiji (日出藩; 1600–1871)
- Mori (森藩; 1601–1871)
- Funai (府内藩; 1601–1871)
- Usuki (臼杵藩; 1600–1871)
- Saiki (佐伯藩; 1601–1871)
- Oka (岡藩)/Taketa (竹田藩) (1594–1871)
- Tateishi (立石藩; 1646–1871)

### Tỉnh Chikuzen
- Tōrenji (東蓮寺藩; 1623–1675), Nōgata (直方藩; 1675–1720)
- Fukuoka (福岡藩)/Chikuzen (筑前藩)/Kuroda (黒田藩) (1600–1871)
- Akizuki (秋月藩; 1623–1871)

### Tỉnh Chikugo
- Matsuzaki (松崎藩; 1668–1684)
- Kurume (久留米藩; 1620–1871)
- Yanagawa (柳河藩; 1600–1871)
- Miike (三池藩; 1621–1871)

### Tỉnh Hizen
- Karatsu (唐津藩; 1593–1871)
- Hirado (平戸藩; 1600–1871)
- Hirado-Shinden (平戸新田藩; 1689–1870)
- Ogi (小城藩; 1614–1871)
- Hasunoike (蓮池藩; 1635–1871)
- Saga (佐賀藩)/Hizen (肥前藩) (1607–1871)
- Kashima (鹿島藩; 1609–1871)
- Ōmura (大村藩; 1587–1871)
- Hinoe (日野江藩; 1600–1614), Shimabara (島原藩; 1616–1871)
- Fukue (福江藩)/Gotō (五島藩) (1603–1871)

### Tỉnh Higo
- Higo-Shinden (肥後新田藩; 1666-1868), Takase (高瀬藩; 1868–1870)
- Kumamoto (熊本藩)/Higo (肥後藩) (1588–1871)
- Uto (宇土藩; 1646–1870)
- Hitoyoshi (人吉藩; 1585–1871)
- Tomioka (富岡藩)/Amakusa (天草藩) (1638–1671)

### Tỉnh Hyūga
- Agata (縣藩; 1587–1613), Nobeoka (延岡藩; 1614–1871)
- Takanabe (高鍋藩)/Takarabe (財部藩) (1604–1871)
- Sadowara (佐土原藩; (1603–1871)
- Obi (飫肥藩; 1587–1871)

### TỉnhSatsumavàŌsumi
- Phiên Satsuma (薩摩藩)/Kagoshima (鹿児島藩) (1602–1871) Nằm ở vị trí nay là Kagoshima;  do gia tộc Shimazu cai trị, và cũng kiêm luôn việc kiểm soát Vương quốc Ryūkyū

## Quần đảo Ryūkyū

### Tỉnh Ryūkyū
- Ryūkyū (琉球藩; 1872–1879) Bị Satsuma kiểm soát như một quốc gia bán độc lập suốt thời kỳ Edo, trở thành phiên một thời gian ngắn từ nm 1872-1879.